# آبشار استروفن‌فوسن

آبشار استروفن فوسن (به نروژی: Strupenfossen) آبشاری است در کشور نروژ که ۸۲۰ متر ارتفاع دارد.  این آبشار یازدهمین آبشار بلند جهان است.